# Заповедная зона Гено
Заповедная зона Гено (перс. منطقه حفاظت شده گنو‎) — расположена в 30 километрах от города Бендер-Аббаса (центра провинции Хормозган). Отличается благоприятным климатом гористой местности, являясь одним из 9 биосферных заповедников Ирана.

## История
C давних времён будущая территория заповедника была местом загородных поездок жителей Бендер-Аббаса, которые спасались от жары в летние месяцы. В 1972 году эта территория стала заповедной зоной, а с 1975 года — национальным парком. На данный момент заповедная зона Гено является одним из самых востребованных мест в Иране для внутреннего и международного экотуризма.

## Экосистема и ландшафт
Заповедная зона Гено расположена на площади 27500 гектар на высоте 50—2374 метра на севере Бендер-Аббаса и богата разнообразием растительного и животного мира, гор и ущелий.
На территории Гено произрастают виноград, яблони, абрикос, гранат, инжир, танжерин, кислый лимон, померанец, манго и финики. Флора Гено представлена 360 видами растений. В заповеднике обитают различные травоядные и плотоядные животные, такие как, например, леопарды, гиены, волки, шакалы, бараны и овцы, козлы и газели.
Среди известных высот заповедной зоны можно выделить: Насири — 2349 метров, Эстири — 1546 метров, Сарпахн — 2175 метров, Доберар — 2272 метра, Базгярд — 2233 метра, Зендане-Зард — 2309 метра, Комплекс Телерадиовещательной компании Ирана — 2330 метра, Серджутун — 2254 метра, Кехноудж — 1813 метра, Гоудбуни — 1895 метров.
Популярен курорт — термальный источник Гено.

## Население
На территории заповедной зоны находится 87 деревень, с общей численностью населения 40 400 человек .
Через заповедник проходит шоссе Бендер-Аббас — Шираз.